# リスボン地震 (1755年)
1755年のリスボン地震（リスボンじしん、ポルトガル語: Sismo de Lisboa de 1755、英語: 1755 Lisbon earthquake）は、1755年11月1日に発生した巨大地震である。リスボン大震災（リスボンだいしんさい）あるいはリスボン大地震（リスボンおおじしん）などとも言う。
9時40分に 西ヨーロッパの広い範囲で強い揺れが起こり、ポルトガルのリスボンを中心に大きな被害を出した。津波による死者1万人を含む、5万5,000人から6万2,000人が死亡した。推定されるモーメント・マグニチュードがMw8.5 - 9.0の巨大地震であったと考えられている。震源はサン・ヴィセンテ岬の西南西約200 kmと推定されている。
この震災は近代の扉を開いたとされ、国家が直後の対応と復興に責任を持った最初の近代的災害といわれ、ヨーロッパ社会に多岐に影響を与え新しい科学や技術の数々を誕生させた。

## 概要
フランスプルザネにある海洋環境大学研究所（Institut Universitaire de l'Environnement Marin）の地球物理学者 Marc-André Gutscher が2004年8月にサイエンスに投稿した論文での、
という記述から、「イベリア半島南西沖の寄生マイクロプレートにおける弓状の沈み込み帯で発生した地震である」と考える説もある。
リスボンでは地震のあとに起きた津波と火災により、ほとんどの建物が廃墟と化した。震災によりポルトガル経済は打撃を受け、海外植民地への依存度を増した。ポルトガルでは国内の政治的緊張が高まるとともに、それまでの海外植民地拡大の勢いは削がれることとなった。
また、震災の悲報は、18世紀半ばの啓蒙時代にあった西ヨーロッパに思想的な影響を与え、啓蒙思想における理神論と崇高論の展開を強く促した。リスボン地震によって思想的に大きな変化を蒙った思想家には、後述のようにヴォルテールがいる（『カンディード』を参照）。
当時、ポルトガル王ジョゼ1世の下で宰相の地位にあったセバスティアン・デ・カルヴァーリョ（のちのポンバル侯爵）は、リスボンの再建を積極的に推進した。

## 地震当日

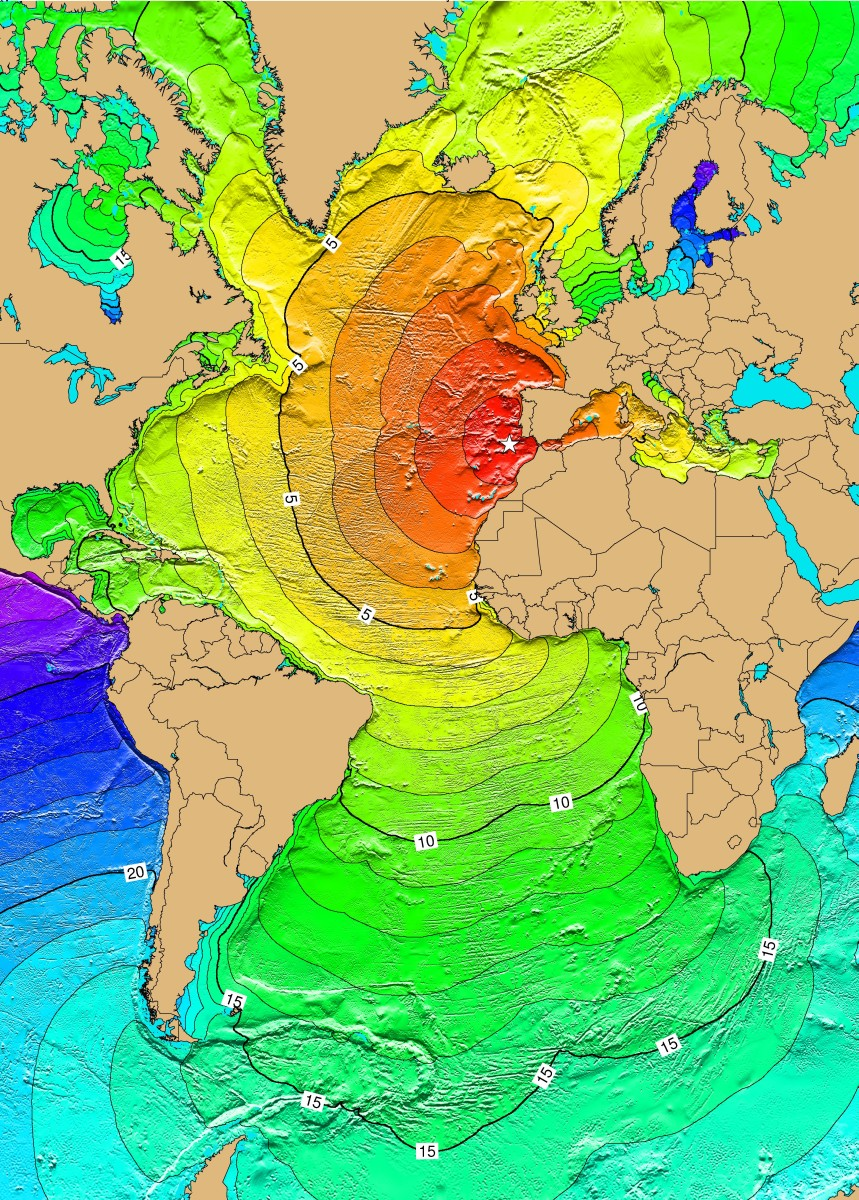
リスボン地震での津波の到達時間 （計算による推定値）

11月1日はカトリックの祭日（諸聖人の日（万聖節））であった。当時の記録では、揺れは3分半続いたというものや、6分続いたというものもある。リスボンの中心部には5m幅の地割れができ、多くの建物（85%とも言われる）が崩れ落ちた。即死した市民は2万人とされる。生き残ったリスボン市民は河川敷や港のドックなどの空き地に殺到した（狭い土地で無計画に都市開発が行われたために建物が密集し、市街には広場がなく狭い路地が入り組んでいた）が、やがて海水が引いていき、海に落ちた貨物や沈んでいた難破船が次々にあらわになった。地震から約40分後、逆に津波（押し波）が押し寄せ、海水の水位はどんどん上がって港や市街地を飲み込み、テージョ川を遡った。15mの津波はさらに2回市街地に押し寄せ、避難していた約1万人の市民を飲み込んだ。津波に飲まれなかった市街地では火の手が上がり、火災旋風となって、その後5日間にわたってリスボンを焼き尽くした。

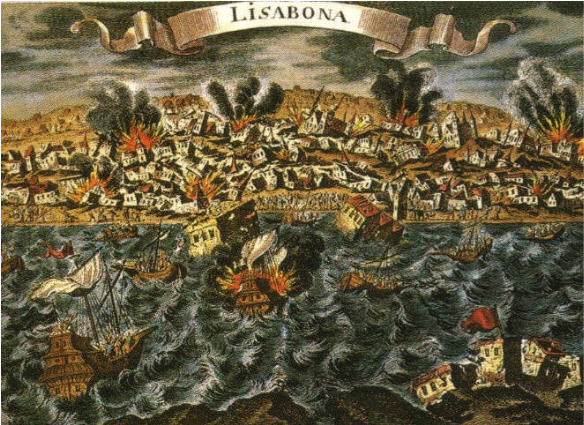
大地震後のリスボンの様子

ポルトガルのほかの町でもリスボンのような惨禍に見舞われた。国土の南半分、特にアルガルヴェ地方の被害は大きかった。南西端のサグレスでは30mの津波に襲われている。地震の揺れは遠くフィンランドからアフリカ北部まで感じられた。グリーンランドやカリブ海にまで揺れがおよんだという記録もある。モロッコなど北アフリカの沿岸は高さ最大20mの津波に襲われ、イングランド南部やアイルランド西部にも3mの高さの津波が押し寄せて建物などを破壊した（ゴールウェイのスパニッシュ・アーチには津波で破壊された跡が残っている）。さらに大西洋を越えたバルバドスやマルティニークにも津波が到達した。
当時リスボンは27万5,000人の人口を数えたが、最大で9万人が死亡した。モロッコでも津波などで1万人が死亡したとされるが、記録がはっきりしておらず、続く11月18日から19日に起こった一連の地震の被害も合わさっている可能性もある。
リスボンの建物の85%は破壊され、宮殿や図書館、16世紀の独特のマヌエル様式の建築も失われた。地震の揺れで壊れなかった建物や被害が少なかった建物も、教会の蝋燭などが火元の火災で焼失した。わずか6か月前にこけら落としを祝ったばかりの歌劇場も火災で焼け落ちた。テージョ川沿いに建っていたリベイラ宮殿（現在のコメルシオ広場の位置にあった）も地震と津波で崩れ、7万巻の書物やティツィアーノ、ルーベンス、コレッジョらの絵画も失われた。ヴァスコ・ダ・ガマら大航海時代初期の航海者たちが残した詳細な記録も、王立文書館の建物とともに失われた。作曲家カルロス・セイシャスの作品の楽譜も、そのほとんどが失われた。リスボン大聖堂、サン・ヴィセンテ・デ・フォーラ修道院などの大きな教会や修道院も破壊された。ロシオ広場には当時最大の公立病院だったレアル・デ・トードス・オス・サントス病院があったが、数百人の患者もろとも火災にのまれた。ポルトガルの独立の英雄ヌーノ・アルバレス・ペレイラの墓所も破壊された。カルモ修道院は今も廃墟のまま地震の爪痕を残している。

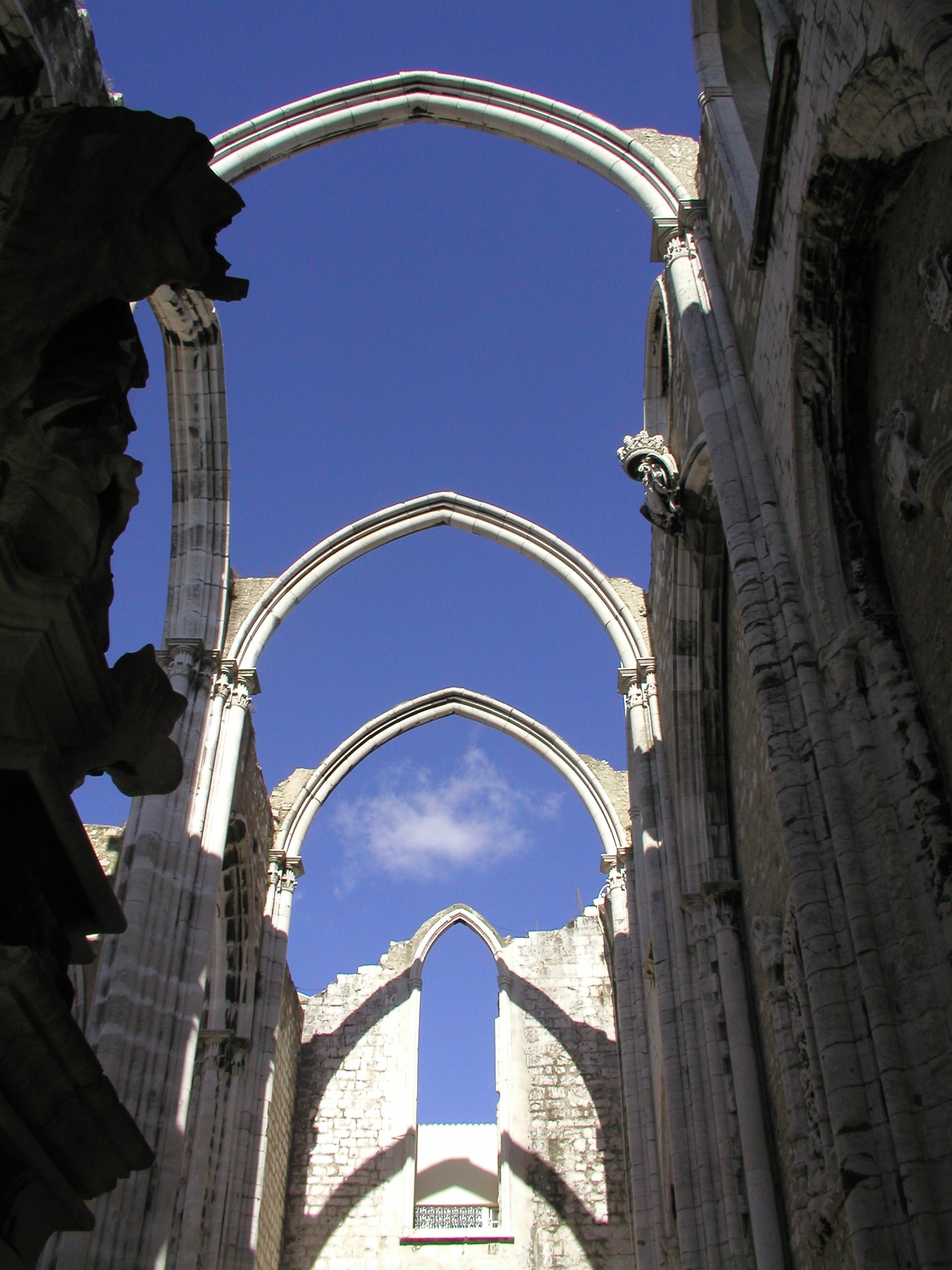
カルモ修道院の廃墟

津波が押し寄せる前、動物たちが高い土地へ逃げたという言い伝えがある。これは震災にともなう動物の異常行動がヨーロッパで最初に記録されたものである。

## 震災後
国王一家は、運の強いことに震災においてけがひとつしなかった。国王ジョゼ1世らは、当日未明にリスボンを出て日の出の時刻にミサに出席したあと、王女の願いを聞いて街から離れ、祭日を過ごそうとしていたのである。ただ地震のあと、ジョゼ1世は壁に囲まれた空間に対する恐怖症となり、破壊された宮殿には戻らず、宮廷を郊外のアジュダの丘に立てた大きなテント群に移した。ジョゼ1世の閉所恐怖症は死ぬまで治らず、娘のマリア1世の時代に木造幕舎が火災に遭うまで宮殿は造られなかった（テント宮殿の焼け跡にマリア1世はアジュダ宮殿を建て、今日まで残っている）。

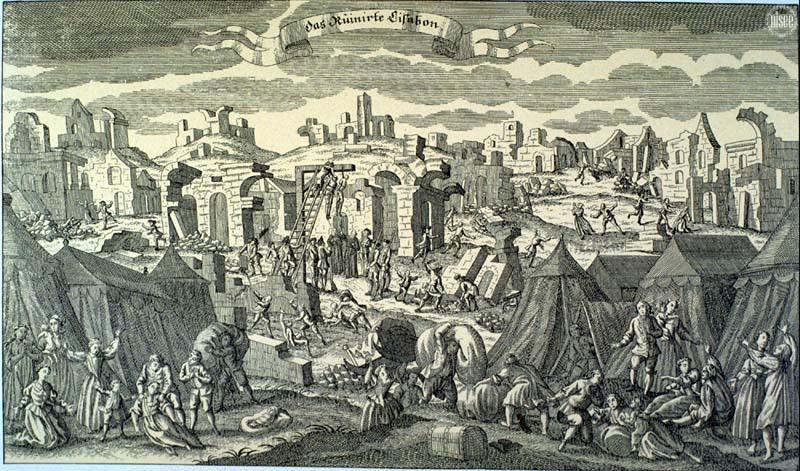
震災後、廃墟と化したリスボン市街と、郊外のテントで暮らす市民たち。中央には略奪者に対する見せしめとして立てられた絞首台が見える

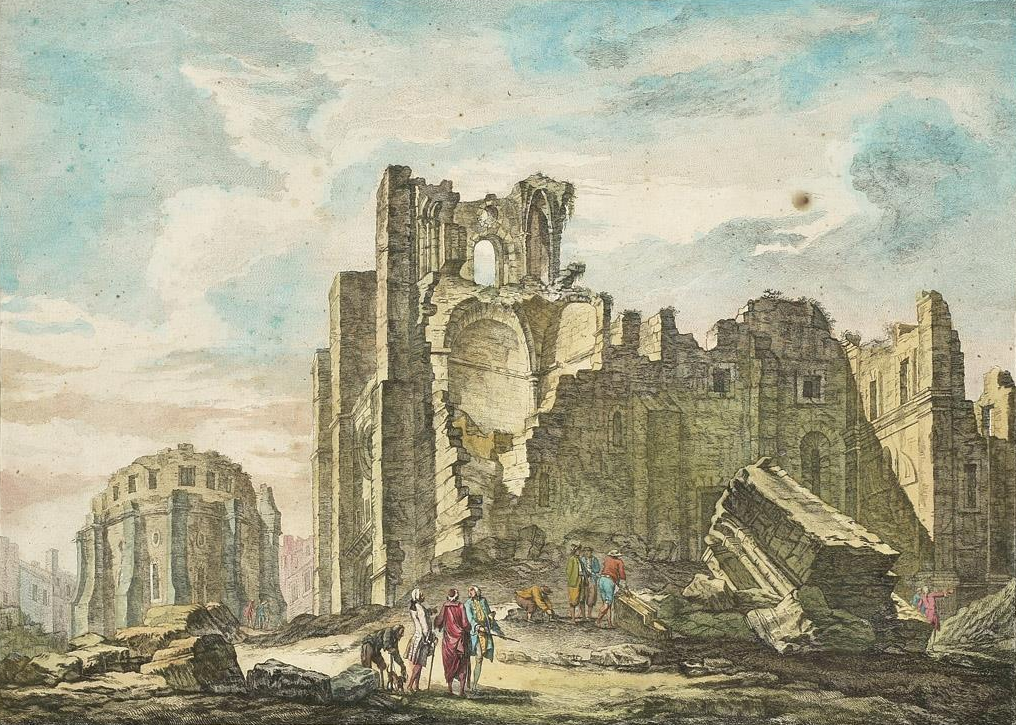
大地震により倒壊した建築物

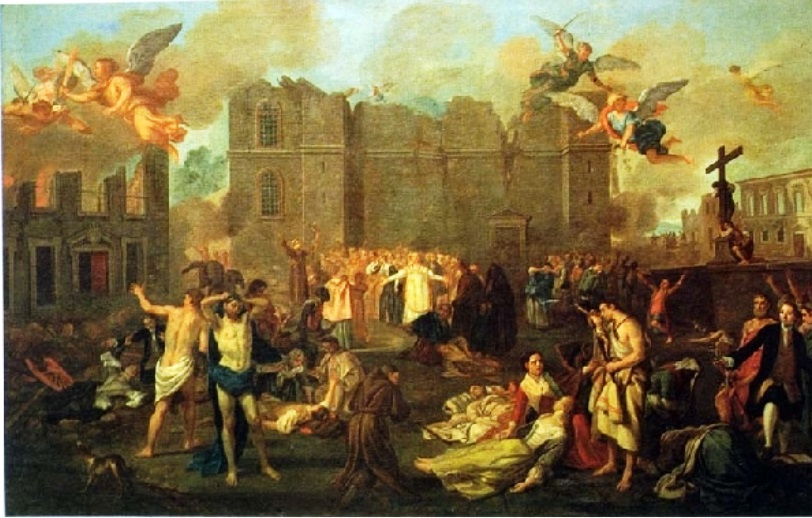
リスボンの広場に集まる人々

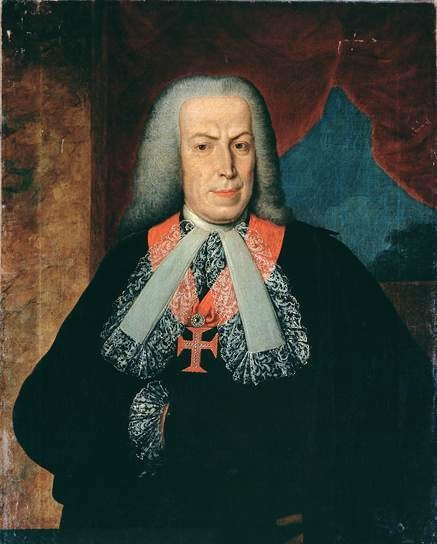
ポンバル侯爵セバスティアン・デ・カルヴァーリョ

宰相のセバスティアン・デ・カルヴァーリョ（のちのポンバル侯爵）は王室同様に地震を生きのびた。彼は地震直後「さあ、死者を埋葬して生存者の手当をするんだ」と命じたと伝えられる。彼は、後年ポルトガルに君臨したときと同様の実用主義をもって、すぐさま救命と再建に取りかかった。彼は消火隊を組織し、市街地に送って火災を鎮め、また疫病が広がる前に数千の遺体を処理するよう軍隊に命令した。教会の意見や当時の慣習に反し、遺体ははしけに積まれてテージョ川河口より沖で水葬された。廃墟の町に無秩序、特に略奪が広がるのを防ぐため、街の周囲の丘の上に絞首台が作られ、30人以上の人々が処刑された。軍隊は街を包囲して強壮な者が街から逃げるのを防いだが、これにより廃墟の撤去に多くの市民を駆り出すことができた。震災直後は物資不足が問題となったが、まもなくリスボンに在住していた貿易商などの外国人によってヨーロッパ各地に震災の被害が報告されたため、彼らを支援するための物資がリスボンに集まり、復興物資を確保することができた。
震災からまもなく、宰相と王は建築家や技師を雇い、1年以内にリスボンから廃墟は消え、いたるところが建築現場になった。王は新しいリスボンを、完璧に秩序だった街にすることにこだわった。大きな広場と直線状の広い街路が新しいリスボンのモットーとなった。今では「麗しのリスボン」といわれる。当時、こんな広い通りが本当に必要なのかと宰相に尋ねた者もいたが、宰相は「いずれこれでも狭くなる」と答えた（現在のリスボンの交通混雑は、彼の先見性を示している）。
当時、宰相の指揮下で建てられたポンバル様式建築は、ヨーロッパ初の耐震建築でもある。まず小さな木製模型が作られ、その周りを兵士が行進して人工的な揺れを起こし、耐震性が確かめられた。こうしてリスボンの新しいダウンタウン、通称「バイシャ・ポンバリーナ」（ポンバルの下町）が作られ、新興階級であるブルジョアジーが都市中心部に進出していった。アルガルヴェ地方のスペイン国境付近にあるヴィラ・レアル・デ・サント・アントニオなど、ポンバル侯爵のリスボン都市計画を応用して再建された都市はポルトガル各地にある。
この震災をきっかけに「失われた250年」の長期衰退の道が始まることになった。

## 政治への影響
ポルトガルの内政における地震の衝撃は非常に大きかった。地震以前、宰相セバスティアン・デ・カルヴァーリョは王の寵臣であったが、貴族たちは彼を郷士の息子からの成り上がりとして軽蔑した（彼は今日ではポンバル侯爵と呼ばれるが、この爵位は地震の15年後の1770年に得たものである）。一方で宰相の方は古い貴族たちを、腐敗しており実際的な行動ができない無能な集団として嫌った。
両者の間には権力と王の寵愛をめぐる絶えざる衝突があったが、この地震を境に、有能な対応を示した宰相が古い貴族層の権力を上回った。貴族層は宰相を重用する王ジョゼ1世に対する反感と恨みを募らせ、1758年には王の暗殺未遂事件が起きた。これを機に宰相は貴族の一掃に乗り出し、陰謀を裏でめぐらせていたとされたポルトガル最大の貴族アヴェイロ公爵 (pt) は処刑され、その一族は勢力を奪われた。震災の原因をリスボンの人々の「罪」にあるとしたイエズス会もポルトガルの領土から追放され、財産を国庫に没収された。イエズス会の指導者で地震を人々に対する「罰」であると説教し続けて人々の熱狂的な支持を受け、カルヴァーリョがリスボンを再建しようとすること自体を神に背くものであるとして糾弾し続けていたガブリエル・マラグリダ (pt) は地下牢に幽閉の後に異端審問にかけられて処刑された。以後、敵のいなくなった宰相は啓蒙専制政治を行い、ポルトガルを独裁支配する。

## 社会的・哲学的影響
地震が与えた衝撃はヨーロッパの精神にもおよんだ。当時の通俗的な理解では、地震とは自然現象というより神罰である。しかし、多くの教会を援助し、海外植民地にキリスト教を宣教してきた敬虔なカトリック国家ポルトガルの首都リスボンが、なぜ神罰を受けねばならなかったのか、なぜ祭日に地震の直撃を受けて多くの聖堂もろとも町が破壊され、善人も悪人も罪のない子供たちも等しく死ななければならなかったのかについては、18世紀の神学・哲学では説明の難しいものであった。
地震はヨーロッパの啓蒙思想家たちに強い影響を与えた。当時の哲学者の多くがリスボン地震に言及しているが、ヴォルテールの『カンディード』や『リスボンの災害についての詩』（Poème sur le désastre de Lisbonne）は特に有名である。『カンディード』は、《慈悲深い神が監督する我々の「最善の可能世界」（le meilleur des mondes possibles）では、「すべての出来事は最善」である》という楽天主義を痛烈に攻撃し、『リスボンの災害についての詩』でも「すべては善である」というライプニッツ派の観念や、リスボンには天罰が下ったという意見に対して激しく反論する。

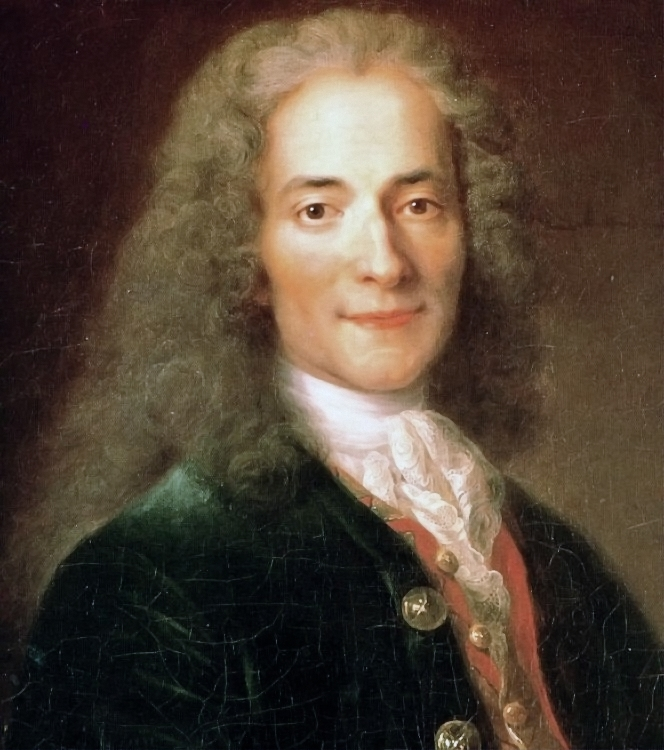
ヴォルテール

リスボンの悲劇は、ヴォルテールに楽観論への反証を与えるものだった。テオドール・アドルノは「リスボン地震はライプニッツの弁神論（慈悲深い神の存在と悪や苦痛の存在は矛盾しない、という議論）からヴォルテールを救いだした」と述べている。ヴォルテールは、災害によってリスボンが破壊され、10万もの人命が奪われたのだから、神（創造主）が慈悲深いわけがないと主張した。当時のヨーロッパの知識人にとり、リスボン地震の衝撃による文化的・哲学的転換は、20世紀後半におけるホロコーストの衝撃に比べられるほど大きかった。
ジャン＝ジャック・ルソーもこの地震による被害から衝撃を受けた一人であり、被害の深刻さはあまりにも多くの人々が都市の小さな一角に住んでいることから起こったものだとした。ルソーはこの地震は神罰ではなく文明のおごりが起こした人災と考え、都市に反対し、より素朴で自然な生活様式を求める議論に引用した。また神の善意を疑問視するヴォルテールの論に対して神の摂理を弁護し、この地震は被害に遭った人たちにとっては不幸でも、神にとっては全体の幸福のためのなんらかの目的があったと考えるべきであり、「すべては善」ではなくても、「全体にとっては善」とは言えると反論している。
人間の力のおよばない自然の巨大さなどへ対する感情である「崇高」という概念は、1755年以前から存在したものの、それを哲学の中で発展させて非常に重要な概念としたのはイマヌエル・カントであった。カントは崇高の概念を、リスボン地震と津波の甚大さを理解しようとする試みの中から発展させた。カントはこの地震について3つの薄い書物を出版している。若い日のカントは地震に魅せられ、報道から地震被害や前兆現象など可能な限りの情報を集め、これらを使って地震の起こる原因に関する理論を構築した。彼は熱いガスに満たされた地底の巨大空洞が震動して地震が起こると考えた。これは、誤りであることがのちに分かったが、地震は神罰のような超自然的な原因ではなく自然の原因から起こる、という仮定によって地震のメカニズムを説明しようとした、近代のもっとも初期の試みと言える。
ヴァルター・ベンヤミンによれば、カントが出版した地震についての書物は、「おそらくドイツにおける科学的地理学の始まりを代表するものであり、そして確実に地震学の始まりである」。
ドイツの哲学者ヴェルナー・ハーマッハーによれば、地震の結果は哲学用語にもおよび、硬い根拠を大地に例えて「ground」と呼ぶ比喩がぐらつき、不安定なものとなったという。「リスボン地震により起こされた印象は、ヨーロッパのもっとも神経質な時代の精神に触れたため、「大地」や「震動」の比喩はその明らかな無垢さを失い、もはや単なる修辞には過ぎなくなってしまった」。ハーマッハーはルネ・デカルトの哲学のうち「確実性」に関する部分がリスボン地震後の時代に揺らぎ始めたという。

## 地震学の誕生

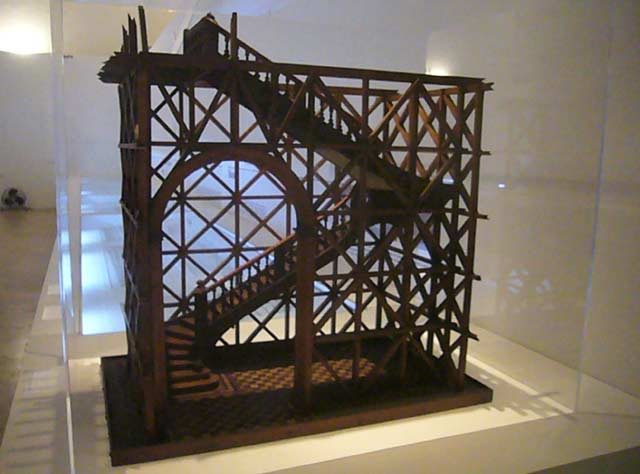
ポンバリーナ様式の耐震構造

宰相セバスティアン・デ・カルヴァーリョの震災に対する対応は、都市の再建にとどまらなかった。宰相は国中のすべての教区に質問状を送り、地震とその影響を回答させた。この質問には以下のようなものがあった。
- 地震はどのくらい続いたか。
- 例えば南北方向に強く揺れたというふうに、地震の揺れに特定の方向はあったか。建物の崩壊でも、特に一方向に崩れるということはあったか。
- 余震は何回感じられたか。
- 死者の数など、どのような被害があったか。
- 海水位は引くのが早かったか、それとも上昇が早かったか。海は普段の水位からどれだけ上昇したか。
- 動物が不審な振る舞いをしなかったか。
- 井戸や水穴には何が起こったか[20]。

これらの質問へ寄せられた回答は、現在も国立公文書館トーレ・ド・トンボ（サン・ジョルジェ城）に保存されている。現代の研究者たちは教職者たちの回答を研究し、相互に参照して、大地震を科学的な見地から再現することができる。宰相が考えた質問がなければ、これは不可能であった。客観的かつ科学的に地震の原因と結果を調べようとしたポンバル侯爵は、近代地震学の先駆者と評価されている。
この地震の原因などについては、残された資料や地質調査などをもとに、今日も研究者により研究と議論が続いている。